# 찰리 오코넬

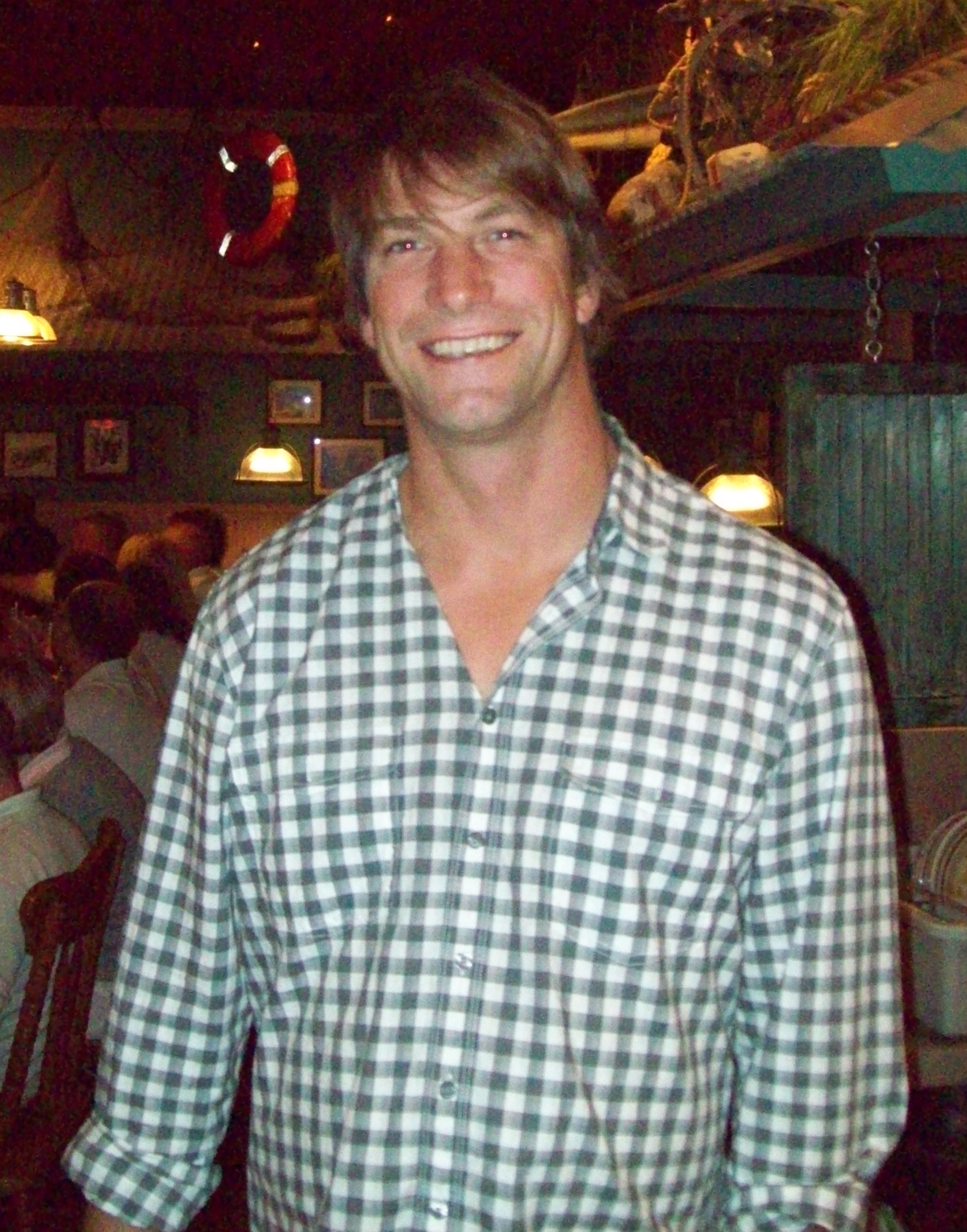

찰리 오코널(Charlie O'Connell, 1975년 4월 21일 ~ )은 미국의 배우, 모델이다. 배우 제리 오코널의 남동생이다.
뉴욕에서 태어났다.

## 출연 작품

### 영화
- 허프 (2013년) - 허프 역
- 더블샤크 (2012년)
- 딥 블루 씨: 크라켄 (2006년)
- 더 배처러 (2002년) - 본인 역
- 키스 더 브라이드 (2002년)
- 데블스 스크림 (2001, Devil's Prey)
- 매직 마스터 (2000년)
- 내 차 봤냐? (2000년) - 토미 역
- 사랑보다 아름다운 유혹 (1999년)

### 텔레비전
- 슬라이더 (1996-99, Sliders)
- 크로싱 조던 (2003-05)